# DDT (lucha libre)

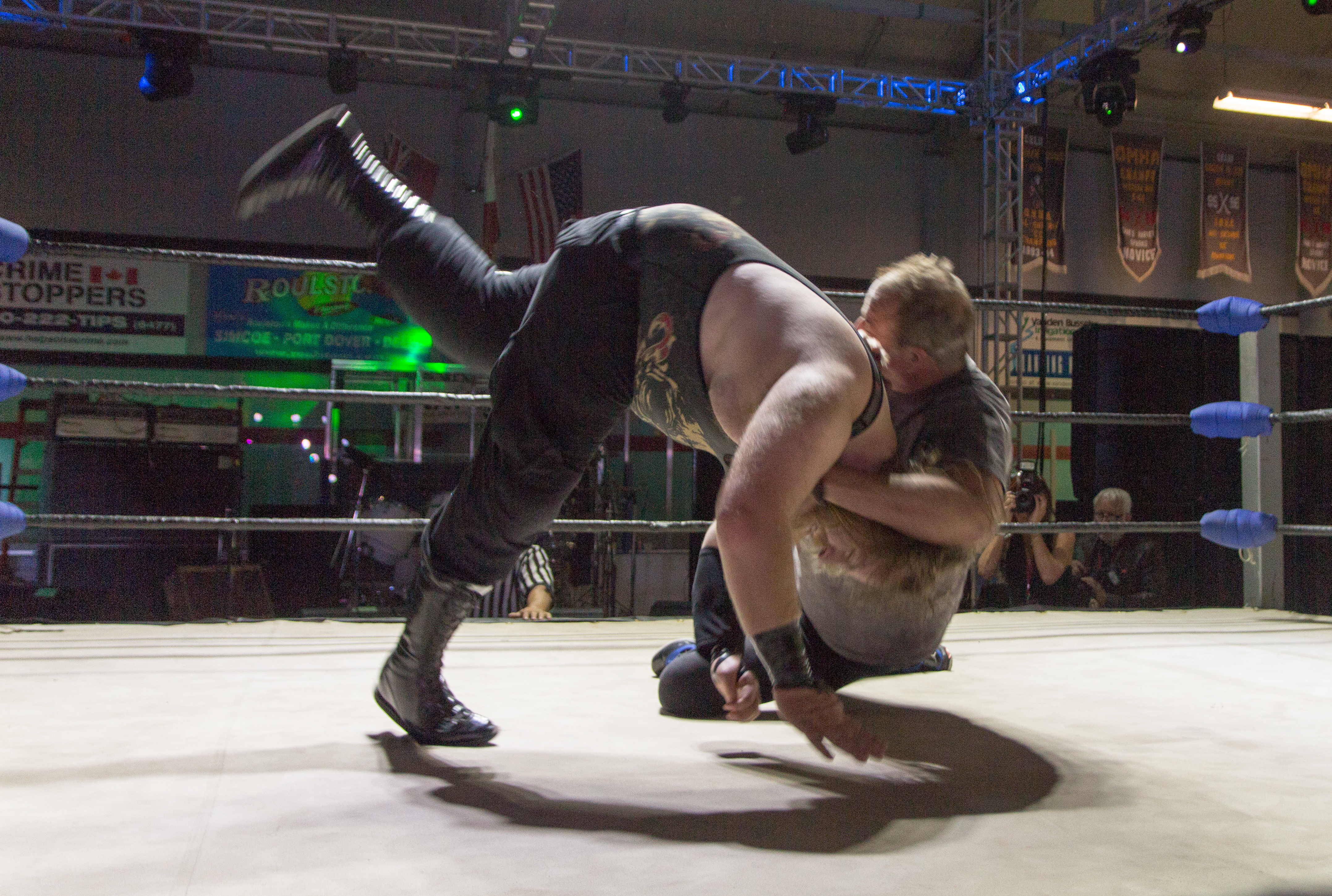
El DDT fue popularizado por Jake Roberts, quien lo realizó por accidente en la década de los 80.

El DDT es un movimiento de lucha libre profesional en el que el luchador cae hacia atrás alzando al oponente y llevando su cabeza, (previamente metida bajo el brazo del usuario), a la lona. Pese a que se suele acreditar su invención a Jake Roberts, quien le dio su famoso nombre al DDT, el practicante más antiguo del que se tiene conocimiento es el exluchador mexicano Black Gordman, quien solía realizar el movimiento durante los 70.
Se han especulado múltiples significados para la sigla, tales como Damien's Death Touch, Damien's Dinner Time (en referencia a la serpiente de Roberts), Drop Dead Twice, Don't Do it Twice y Death Drop Technique. La abreviación en sí misma está tomada del pesticida DDT, debido a los efectos dañinos que este tiene sobre el sistema nervioso, así como (en kayfabe) los del movimiento.

## Variaciones frontales

### 720 DDT
En esta complicada variante el luchador atacante debe situarse en el filo del ring del lado de afuera de las cuerdas y el oponente de pie en el ring. Entonces el atacante debe dar un salto girando su cuerpo para caer de pie en la tercera cuerda mirando hacia afuera del cuadrilátero para luego saltar hacia el oponente dando otro giro hacia la misma dirección y sujetar la cabeza del oponente en mitad del vuelo para realizar un Tornado DDT.

### Argentine DDT
El usuario levanta al rival boca arriba sobre sus hombros; entonces rodea con un brazo su cabeza y tira de ella hacia abajo mientras empuja su espalda con el otro para voltear al oponente y, girando sobre sí mismo, meter su cabeza bajo la axila y dejarse caer sentado. Este movimiento es a veces confundido con el inverted Death Valley driver

### Cartwheel DDT
El usuario ejecuta una voltereta lateral de sentido horario o antihorario apoyándose de la tercera cuerda y mientras termina de ejecutarla, mete la cabeza de su rival bajo su axila y cae para que impacte la cabeza del oponente en la lona. Esta movida es usualmente realizada por luchadores ágiles como Jake Atlas.

### Cradle DDT

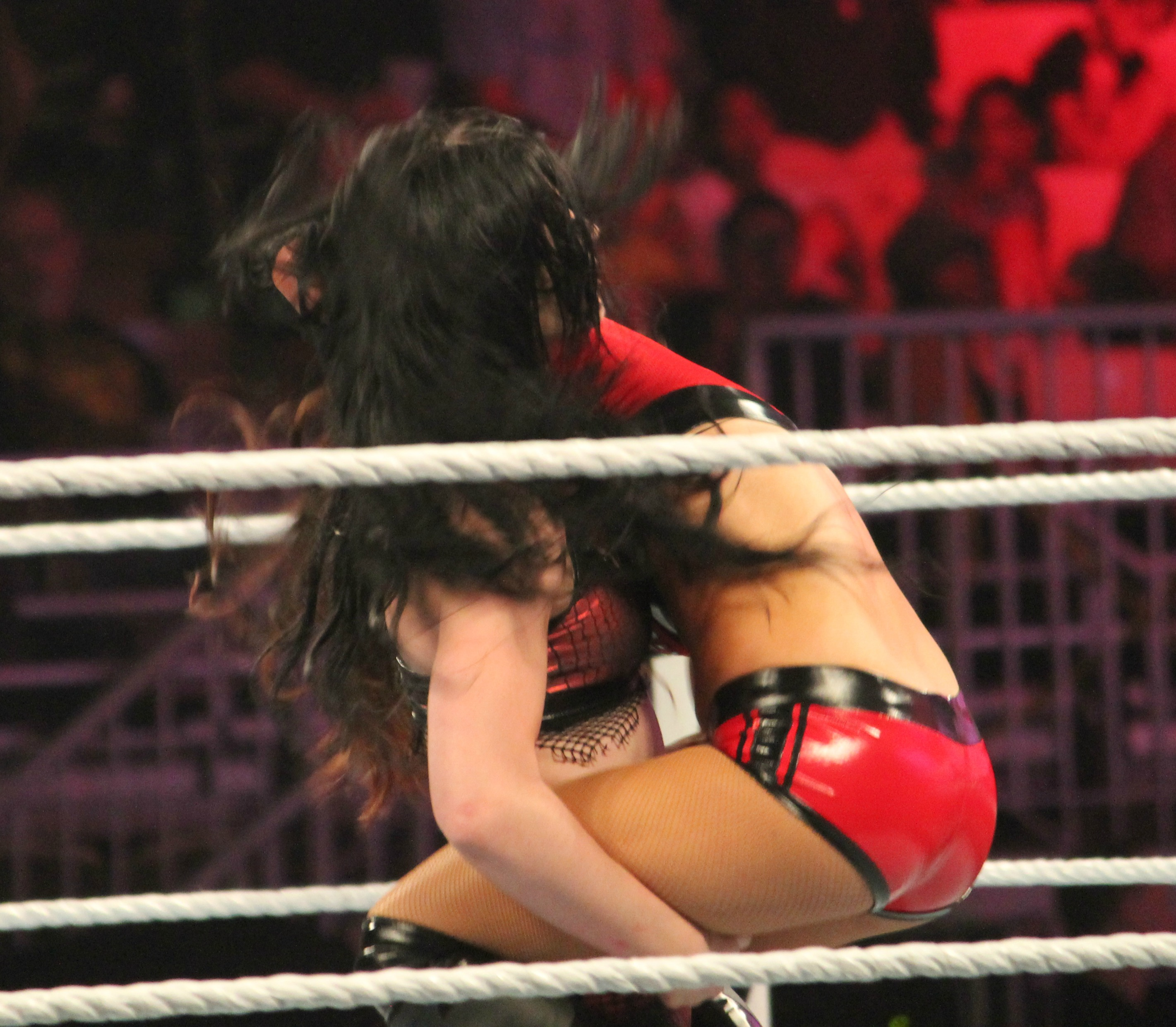
Paige realizando un Ram-Paige (cradle DDT) en Brie Bella

El usuario alza al oponente haciendo que rodee su cintura con las pierna mirando al lado opuesto a él y luego coloca su cabeza bajo el brazo para dejarse caer de espaldas para llevar la cabeza del oponente contra el suelo. La luchadora de WWE, Paige usa esta variación como movimiento final, llamándole  Ram-Paige. Otra variación, conocida como hammerlock cradle DDT, envuelve al luchador atacante a atrapar al oponente en un bearhug, aplicando un hammerlock, entonces mete la cabeza de este bajo su axila, para finalmente dejarse caer de espalda para llevar la cabeza del oponente a la lona. El luchador británico Joseph Conners usa esta variación, conocida como Righteous Kill.

### Diving DDT
En esta técnica, el luchador sube a una posición elevada, como el esquinero, y entonces salta hacia el oponente con el objetivo de caer sobre él apresando su cabeza bajo el brazo y torcer la trayectoria hacia abajo para impactar la cara del oponente contra la lona. Esta técnica tiene una versión springboard.

### Double Underhook DDT
Innovado por el legendario Kenta Kobashi. En lugar de aplicar un headlock o facelock, el luchador agacha a su oponente hacia adelante y engancha cada brazo detrás de la cabeza del oponente. Esto se conoce como un double underhook. El luchador entonces mete la cabeza del oponente bajo uno de sus brazos, y luego cae hacia atrás para tirar al adversario al suelo, ya sea plano sobre su cara, que es la variante más común, o en la parte superior de su cabeza, haciendo que rueden, como en un DDT regular. También se conoce como un double arm DDT o un butterfly DDT. Mick Foley, Stevie Richards, Drew McIntyre y Dean Ambrose han popularizado variaciones de este DDT. Foley utiliza una versión de salto, Richards utiliza una variación de elevación que él llama el Stevie-T, mientras que McIntyre y Ambrose usan variaciones de resorte que llaman el Future Shock y Dirty Deeds, respectivamente.

### Elevated DDT
En esta versión el luchador sitúa al oponente sobre una posición elevada antes de realizarlo, como las cuerdas del ring o el turnbuckle; entonces agarra su cabeza, metiéndola bajo el brazo, y se deja caer hacia atrás, haciendo que la fuerza del impacto sea mayor debido al ángulo del oponente. Es a veces confundido con un Spike DDT, sin embargo en esta variación el oponente aterriza en una posición casi completamente vertical (conocida como la posición "spiked", que refiere a cuando un luchador se cae verticalmente).

### Facebreaker DDT
El luchador mete la cabeza del oponente bajo su brazo para luego caer hacia atrás, al igual que un DDT normal, pero en lugar de que la cabeza del oponente impacte en la lona, el luchador cae a una posición de rodillas conduciendo la cara del oponente sobre la rodilla.

### Falling DDT
El atacante mete la cabeza del oponente bajo su brazo y se deja caer de bruces para llevarla contra el suelo. Esta variante es básicamente un DDT cayendo hacia delante en vez de sentado.

### Fireman's Carry DDT
También descrito como un Fireman's Carry Implant DDT, en este movimiento el atacante pone al oponente en una posición de Fireman's Carry (cruzando el cuerpo del oponente por encima de sus hombros), entonces levanta por encima de él al oponente, girando para luego tomar al oponente en un front facelock y así llevar la cabeza del oponente a la lona.

### Fisherman DDT
Después de aplicar un front facelock, el atacante toma una de las piernas del oponente, lo levanta dejándolo en una posición vertical, para luego dejarse caer de espaldas y dejar al oponente caer de cara o de cabeza a la lona.

### Flip DDT
También conocido como un front flip DDT o Sunset flip DDT. El usuario hace inclinarse hacia delante al oponente y mete su cabeza bajo el brazo; entonces, el luchador salta a lo largo de la espalda del oponente, haciéndole incorporarse y caer hacia atrás mientras el usuario gira frontalmente hasta caer sentado, arrastrando al rival hasta voltearlo y estrellar la cabeza de forma vertical contra la lona de una manera similar al flip piledriver.

### Flip-over DDT
También conocido como frankensteiner DDT o Samurai Driver, en este DDT el usuario salta elevando las piernas para pasarlas sobre los hombros del rival y quedar sentado sobre ellos, mirando en dirección contraria. Entonces, el luchador salta de nuevo hacia atrás zafándose de la posición, agarrando la cabeza del rival bajo el brazo y conduciéndola a la lona cayendo sentado. Esta técnica se puede usar para contrarrestar una powerbomb.

### Float-over DDT
En esta técnica, también llamada spinning headlock DDT, el usuario se sitúa detrás del oponente y pasa un brazo bajo la axila más cercana del rival; entonces, el usuario fuerza al oponente a agacharse y salta girando 180° sobre su espalda del rival, aterrizando frente a él para meter la cabeza del oponente bajo el otro brazo del usuario y dejarse caer sentado para así golpear el cráneo del rival contra la lona.

### Flowing DDT
En esta variante, el usuario mete la cabeza del oponente bajo el brazo y se desliza frontalmente antes de caer sentado, dando un ángulo más vertical al impacto de la cabeza del oponente contra la lona. Esta es la variante que Jake Roberts usaba como remate, también popularizada por el exluchador Raven  como EvenFlow DDT.

### Hammerlock DDT

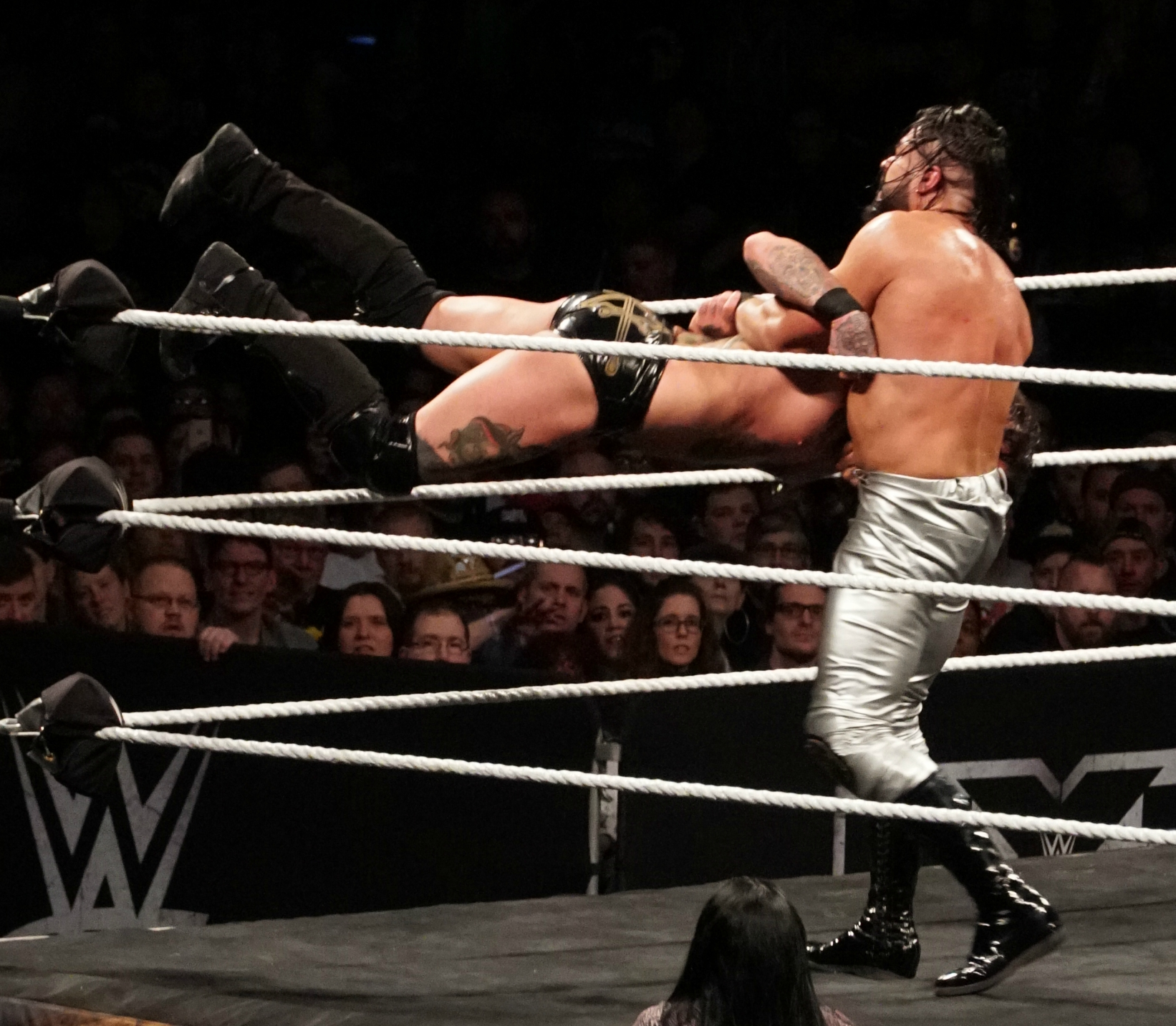
Andrade "Cien" Almas realizando una versión elevada del Hammerlock DDT en Aleister Black

El luchador atacante estando de frente al rival sujeta el brazo del lado opuesto al que él está y lo coloca en la espalda del oponente para luego enredar su pierna con la del rival en una especie de zancadilla, sujeta su cabeza bajo el brazo para dejarse caer llevándola contra el suelo. Andrade "Cien" Almas utiliza este movimiento como Finisher.

### Headscissors DDT
Muy diferente de un DDT clásico o tradicional, ya que el luchador nunca usa sus manos en esta variación. El luchador toma al oponente en una posición Headscissors, y luego cae hacia atrás, golpeando cara del oponente en la lona. También es conocido como Hurricanrana Driver o Hurricanrana piledriver. Una versión Handstand de este movimiento fue utilizada por Naomi.

### Implant DDT
Implant DDT se refiere a la variación del DDT cuando es llevado la cara del oponente primero a la lona. como en un "faceplant" y no en sus cabezas. La variación más común es el lifting DDT. Una variación común del Double Underhook DDT es la variación "Implant". Otra variación del Implant DDT es cuando el atacante toma la cabeza del oponente en un Headlock, pero al instante de caer ellos salta para que caiga la cara del oponente primero.

### Jumping DDT
En esta variación, el usuario mete la cabeza del oponente bajo su brazo y salta lo más alto posible, a veces descansando unos segundos sobre el hombro del oponente, antes de volver a descender hasta el suelo para caer sentado e impactar la cabeza del otro contra la lona. Esta técnica es usada por Mickie James.

### Legsweep DDT
También conocido como Russian Legsweep DDT. En esta versión del DDT, el atacante aplica un front facelock y ejecuta un tipo de legsweep pasando una de sus piernas por una del rival, para dejarse caer y golpear primero la cara del rival.

### Lifting DDT
Esta versión del DDT es similar a un Spike DDT y usualmente se refiere a este movimiento como un antecesor del brainbuster. El usuario mete la cabeza del oponente bajo el brazo, lo agarra del abdomen y levanta a este del suelo, justo antes de caer hacia atrás lo suelta para hacer chocar la cabeza del rival contra el suelo. Una ligera variación de este movimiento es que antes de caer, el usuario gira el cuerpo del oponente provocando que este caiga de cara contra el suelo. Esta versión fue popularizada por el exluchador profesional Edge como movimiento personal llamándola la Edgecution y es actualmente ocupada por Bobby Roode con el nombre de Glorious DDT, mientras que la primera variación es ocupada por el luchador Gangrel bajo el nombre de Impaler DDT.

### Moonsault DDT
Con el rival de pie mirando al lado opuesto el usuario realiza un Moonsault y en medio del vuelo apresa la cabeza del oponente y cae sentado estrellando su cabeza en el suelo. Este movimiento era usado en rara ocasión por Rey Mysterio en su estadía en la WCW.

### Over the shoulder DDT
El atacante toma al rival por encima de su hombro como en una Powerslam, pero al dejarlo caer gira su cuerpo agarrando la cabeza del rival y terminando en un Modified DDT o un Modified facebuster.

### Running DDT
El atacante viene corriendo hacia un rival que se encuentra agachado, y aplica un front facelock antes de llevar la cabeza del opoente a la lona, dejándose caer. En otra variación empujara al rival con su brazo libre, ejecutando una versión spike ddt de este movimiento. Este movimiento es usado por The Undertaker y su hermano , Kane.

### Scissored DDT
En este movimiento se agarra la cabeza del oponente y pone una de sus piernas en uno de los brazos del oponente para luego dejarse caer haciendo que la cabeza del oponente caiga en la lona.

### Shooting Star DDT
En este movimiento con el rival de pie aplica un shooting star y termina en un Diving DDT.

### Single Underhook DDT
El luchador coloca la cabeza del oponente bajo su brazo y engancha sólo uno de los brazos del oponente detrás de su cuello, como si fuera suplex, antes de caerse y conducir la cabeza del oponente al suelo. Una variación de este movimiento es que el luchador levanta al oponente del suelo después de aplicar el underhook, antes de caer de nuevo para conducir la nuca del oponente a la lona. Esta variación de elevación fue popularizada por Prince Devitt, quien lo utilizó como Finisher bajo el nombre de "Bloody Sunday" y "1916" como Finn Balor.

### Sliding DDT
Con el oponente de pie fuera del ring el usuario toma carrera para deslizarse bajo la cuerda inferior y aplicarle un DDT contra el suelo.

### Snap DDT
Esta consiste en una DDT normal, variando en que el agresor se impulsa con su pierna para atrás. Esta DDT se hizo mayormente conocida por la femina de la WWE, Lita.

### Spike DDT
El usuario coloca los pies del oponente sobre una superficie alta, usualmente la segunda cuerda, mientras sujeta la cabeza del contrincante bajo el brazo, para dejarse caer de espalda y golpear la cabeza del oponente contra el suelo de forma vertical. Este movimiento fue popularizado por Randy Orton quien lo utiliza muy a menudo.

### Springboard tornado DDT
También llamado rope run DDT consiste en que el usuario se halla al mismo nivel que el oponente, pero teniéndolo atrapado corre escalando sobre las cuerdas para realizar un DDT.
Fue popularizado por Trent Barreta en WWE.

### Standing tornado DDT
En esta versión el luchador carga contra un oponente de pie, salta y aplica el front facelock en el aire antes de oscilar y caer hacia atrás hasta la lona para realizar el DDT. Este se conoce a veces como un jumping swinging DDT y es utilizado regularmente por luchadores que usan un estándar tornado DDT.

### Straight Jacket DDT
En esta variante el atacante cruza ambas manos del oponente delante de él y coloca su cabeza debajo del brazo sin soltar sus manos y se deja caer de espaldas golpeando la cabeza del oponente en la lona.

### Super DDT
En esta variante, tanto el usuario como el oponente se hallan en una posición elevada antes de que el luchador aplique un DDT al rival.

### Suplex DDT
En este movimiento, el luchador levanta al oponente en un Vertical Suplex dejando se caer en una especie de DDT

### Tilt-a-whirl DDT
Esta variación ve al luchador siendo girando en un tilt-a-whirl y el movimiento termina en un DDT. También es posible una variación inversa del DDT. También es conocida como Satélite DDT

### Tornado DDT
También llamado spinning DDT, en esta técnica el luchador mete la cabeza del oponente bajo el brazo, generalmente desde una posición elevada, salta hacia delante y oscila alrededor del oponente atrayéndole hacia el suelo para acabar chocando su cabeza contra la lona.

### Triangle DDT
En esta variación el oponente debe encontrarce en el borde del ring, entonces el usuario se impulsa en la segunda cuerda del lado del ring adyacente al que se encuentre el rival, salta en dirección al oponente pasando sobre la tercera cuerda para sujetar la cabeza del rival bajo el brazo y estrellarla contra el filo del ring.

## Variaciones de espalda
En estas variantes, el oponente es apresado boca arriba en lugar de boca abajo.

### Inverted DDT
También llamado reverse DDT, en este movimiento el luchador se acerca a la espalda del rival y tira de él hacia atrás, metiendo su cabeza bajo la axila del usuario; entonces, este se deja caer hacia atrás para conducir su nuca hasta el suelo.
Esta técnica fue innovada por Sting bajo el nombre de Scorpion Death Drop.

### Reverse tornado DDT
El atacante aplica un Inverted Facelock desde una posición elevada (por ejemplo, sentado en la cima del esquinero a un oponente de pie en la lona, o desde la falda del ring a un oponente de pie en el suelo). Entonces dejándose gira al oponente antes de caer. Usando el momento del salto, el atacante cae y deja caer la nuca del rival en la lona.

### Springboard backflip three-quarter facelock falling inverted DDT
En esta técnica, innovada por Naomichi Marufuji como Shiranui, el usuario agarra la cabeza de un oponente detrás de él por encima del hombro y, sin soltarle, corre hacia las cuerdas (o cualquier otra superficie escalonada) y salta sobre ellas para caminar verticalmente en sentido ascendente; al llegar a la superior, el usuario salta para elevar su cuerpo hasta una posición vertical, todavía agarrando al rival, y continúa la rotación para caer de cara al suelo, arrastrando al oponente tras de sí y cayendo este sobre su nuca.
En una variante popularizada por Ikuto Hidaka como Misty Flip, el usuario puede aterrizar sentado en lugar de frontalmente, que sería la alternativa más fácil. En ese caso, la técnica es llamada springboard backflip three-quarter facelock inverted DDT.

### Lifting inverted DDT
El luchador aplica un inverted facelock en el oponente con un solo brazo y levanta al oponente con el otro. El luchador luego cae hacia atrás sobre sus espaldas, un poco a su lado, llevando al oponente hacia la lona, con la cabeza y la parte superior de la espalda primero. Este movimiento se conoce a veces incorrectamente como un inverted DDT o un reverse DDT. Otra variación utilizada puede realizarse donde el luchador cae sobre su estómago en lugar de su espalda, que es conocido como un lifting falling inverted DDT.

### Swinging inverted DDT
En esta técnica, el luchador mete la cabeza del oponente bajo la axila, situados frente a frente. Entonces, el usuario gira sobre sí mismo rotando su brazo para invertir la presa y pasar a agarrar bajo la axila la cabeza boca arriba del rival inclinado hacia atrás. Con esta posición, el luchador se deja caer sentado para impactar la nuca del rival contra el suelo y luego salta esta técnica era usada The Miz con el nombre de Mizard Of Oz.

### Standing shiranui
Este es un backflip three-quarter facelock falling inverted DDT, que es una variación del shiranui, en este movimiento el usuario se sitúa dando la espalda al oponente y agarra su cabeza, apoyándola sobre su hombro; entonces, el luchador salta dando una elevada voltereta hacia atrás sin soltar al oponente, finalizando en un aterrizaje de rodillas o boca abajo para llevar la nuca del rival hasta el suelo. Fue innovado by Yoshihiro Asai (Último Dragón), quien realiza un moonsault para ejecutar este movimiento, por lo que también es llamado Asai DDT... Este movimiento es usado por Tetsuya Naito.